# Bundle of Hiss
Bundle of Hiss é uma banda Grunge formada em 1980 na cidade de Washington por Kurt Danielson, que posteriormente seria do Tad, guitarrista Jeff Hopper, vocalista Kurt Schonberg e o baterista Russ Bartlett. Schonberg saiu logo depois da banda gravar algumas fitas demo. Russ Bartlett então mudou sua posição de baterista para vocalista. Eles tiveram vários bateristas antes de encontrar Dan Peters. Hopper também sai da banda e é substituído por Jamie Lane, que conheceu Kurt Danielson na Universidade de Washington. Bartlett é o próximo a sair da banda, fazendo com que Jamie Lane assumisse a posição de vocalista e guitarrista. A banda gravou mais fitas demo e distribuiu aos seus fãs nos shows e para algumas bandas da área de Seattle, como Soundgarden, Mudhoney e Melvins. Em 1988, os integrantes decidem acabar com a banda. Kurt Danielson se junta ao Tad Doyle para formar o Tad. Dan Peters se tornou o baterista do Feast, que logo acabou depois dele ter se juntado. Depois do Feast ter acabado, Peters se junta a Mark Arm e a Steve Turner para formar o Mudhoney. Em 2000, o Bundle of Hiss decide lançar uma antiga demo pela gravadora Loveless Records chamada de Sessions 1986-88.